# Nina de Callias
Anne-Marie Gaillard, Nina de Villard de Callias, Nina de Callias o Nina de Villard (Lió, 12 de juliol de 1843 - Vanves, 22 de juliol de 1884) va ser una escriptora, compositora, pianista, model pictòrica i salonnière francesa.
Filla d'un ric advocat de Lió, es va casar el 1864 amb Hector de Callias, escriptor i periodista a Le Figaro i un dels més grans intel·lectuals del Saló de París. Infeliç en aquest matrimoni, va demanar la separació quatre anys després i va prendre el pseudònim Nina de Villard, a partir del cognom de la seva mare Ursule-Emilie Villard.
Va ser durant una dècada (1867-1877) l'amant de Charles Cros, que per ella es va batre en duel amb Anatole France, i a qui va inspirar la seva Coffret de santal (Capseta de sàndal); ella va regalar poemes seus a Le Parnasse contemporain (segona col·lecció, 1869-71): La Jalousie du jeune Dieu i Tristan et Iseult, i va compondre obres per a piano i veu.
Sostingué un saló durant gairebé vint anys. Entre els convidats al seu saló, que era un dels més ben valorats de París a finals del segle xix, hi havia, entre d'altres, Hector Berlioz, Edgar Degas, Anatole France, Augusta Holmes, Judith Gautier, Jeanne Samary, Olympe Audouard, Leconte de Lisle, Stéphane Mallarmé, Manet, Arthur Rimbaud, Augusta Holmès, Camille Flammarion o Richard Wagner. Cap a 1869 acollia joves poetes a la recerca de noves formes d'expressió, col·lectivament coneguts com els parnassians. La seu del saló es va anar traslladant del número 17 de la rue de Chaptal, la rue de Londres, la rue de Turin i també va estar en un petit hotel al número 82 de la rue des Moines. A partir de 1882, estigué al 58, de la rue Notre-Dame-de-Lorette.

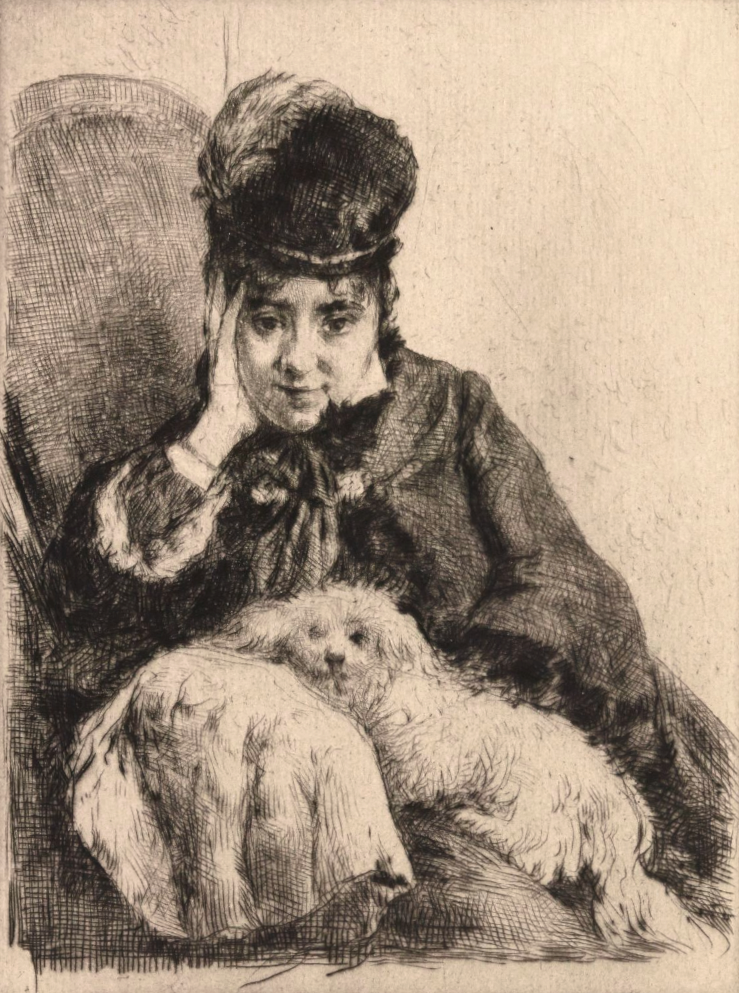
Retrat de Nina de Callias, Marcellin Desboutin (1879)

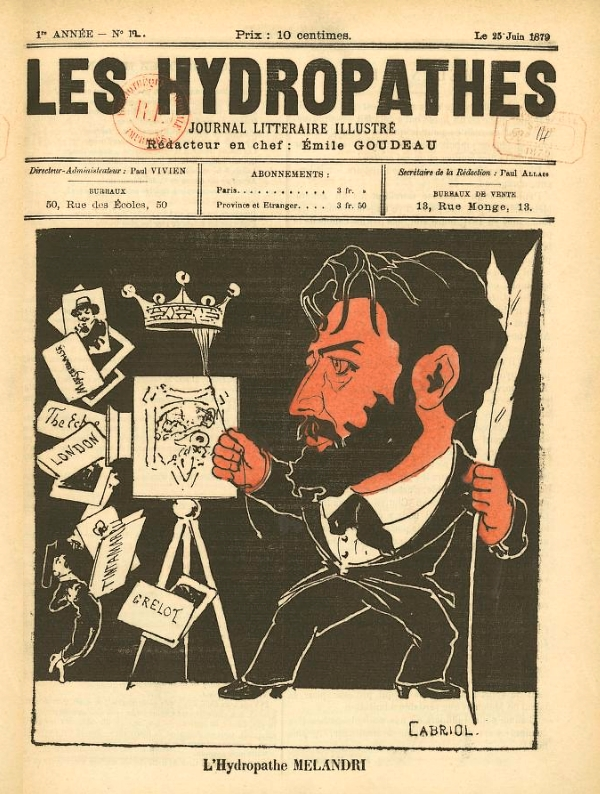
Les Hydropathes, n°12, 15 juny 1879

Els esdeveniments de 1870 la van fer fugir amb la seva mare i es va refugiar a Ginebra, on va viure tres anys. Va tornar a la seva vida parisenca, contribuint a l'antologia col·lectiva Dixains Réalistes, i entrant en els cercles artístics dissoluts coneguts com els Hidropates, considerats una baula crucial en el desenvolupament del simbolisme. Va morir el 1884 en una clínica de Vanves, atrotinada per «l'alcohol de les seves nits sense dormir».
Se la recorda sobretot per ser la model de la Dama dels ventalls, d'Édouard Manet, una obra de 1873, empeltada de la influència japonista, conservada al Museu d'Orsay.

## Obra
- La Duchesse Diane, sainet en vers, 1882

- Feuillets parisiens, poesies, 1885 en línia

- Poèmes publicats a Le Parnasse contemporain, 1869-71: La Jalousie du jeune Dieu et Tristan et Iseult en wikisource